# Jornal Extra
O Jornal Extra foi um jornal regional português, pertencente à Maglepress, uma agência de publicidade que também é produtora de audiovisuais.

## História
O Jornal Extra, enquanto jornal semanal, surgiu em Portugal a partir de Lisboa, em 1977, dirigido por Mário Ventura Henriques, que fazia parte de um grupo de fundadores que incluiam Maria Leonor Quaresma (jornalista), Altaír de Campos (coronel), Rogério Barroso (advogado) e António Ribeiro (contabilista). Serviu um objectivo social e político. Por incompatibilidades, dissolveu-se em Abril de 1978.
Em suporte papel, reaparece em 2004 dirigido por Maria Leonor Quaresma, com periodicidade quinzenal e integrando uma nova componente para as comunidades portuguesas. O jornal era então distribuído gratuitamente nas zonas de Almada, Costa de Caparica, Sobreda, Charneca de Caparica, Corroios, Seixal e Óbidos. Cerca de 1500 exemplares eram ainda enviados para a comunidade portuguesa residente em França.

## Jornal Extra Online
Em março de 2008, foi criado por Tiago Matos o Jornal Extra Online, visando combater as dificuldades sentidas no mercado dos jornais regionais gratuitos. O Jornal Extra Online, construído em formato de fórum, assumiu a pretensão de ser não apenas um meio informativo mas um portal de opinião e comunicação entre o público que poderia, se assim o desejasse, enviar os seus próprios textos para serem aprovados e posteriormente colocados no jornal online.